# الشعب (الرضمة)

تعديل مصدري - تعديل

الشعب محلة تابعة لقرية ذى اشرع، التابعة لعزلة سودان بمديرية الرضمة إحدى مديريات محافظة إب في الجمهورية اليمنية.، بلغ تعداد سكانها 72 حسب تعداد اليمن لعام 2004.

## روابط خارجية
- المركز الوطني للمعلومات باليمن